# ベイビー・キーム
ハイキーム・ジャマール・カーター・ジュニア（Hykeem Jamaal Carter Jr.、2000年10月22日 - ）は、ベイビー・キーム（Baby Keem）として知られるアメリカ合衆国のラッパー、音楽プロデューサーである。

## 生い立ち
2000年にカリフォルニア州カーソンで生まれた。母親はアルコール問題を抱えており、父親のハイキーム・キーム・シニアは父不在であった。キームは8歳までネバダ州ラスベガスで祖母に育てられ、彼女を第二の母親と考えている。幼少期の多くを音楽スタジオで過ごし、叔母や叔父がLimeWireを使ってCDを作成するのを見ていた。キームは立ち退きも経験し、フードスタンプに頼っていた。
キームは音楽的に才能のある家族の中で育ち、叔父やいとこは全員ラッパーだった。彼の年上のいとこには、ラッパーのケンドリック・ラマーとバスケットボール選手のニック・ヤングがいる。また、ラッパーのタナ・レオーネとも親戚関係にある可能性がある。彼は常にラップに興味を示していたが、生まれつきの高音の声に自信がなく、声変わりするまで待つことにした。13歳の時、キームは自分のコンピュータのApple製ソフトウェアを使って音楽制作を始めた。15歳の時、祖母から300ドルを借り、クレイグスリストで自室用の小さなレコーディング機材を購入した。キームは「誰もが誰もを知っている」故郷に嫌悪感を抱いており、その時代遅れの音楽シーンが移住を決意する大きな要因になったと語っている。彼は10代の多くをビデオゲームをプレイし、『Geometry Dash』、『フォートナイト』、『PUBG: BATTLEGROUNDS』などのゲームで「腕を磨いて」過ごした。彼はかつてYouTubeやTwitchで『マインクラフト』や『FIFA』のゲームプレイを投稿し、ライブストリーミングしていた。キームは、ブレイク作となったミックステープ『Die for my Bitch』がリリースされるまで、ラスベガスの自室で学業と音楽制作を両立させていた。その後、本格的な音楽キャリアを追求するためにロサンゼルスに移った。

## キャリア

### 2014年–2018年：キャリアの始まり
キームは高校1年生の時に最初の曲「Come Thru」を制作したが、この曲はインターネットから削除されており、「誰にも見つからないことを願っている」と語っている。彼の最初のEP『Oct』は2017年11月7日に本名でインディペンデントにリリースされたが、リリース直後に主要なストリーミングサービスから削除された。『RapTV』によると、9曲入りのこのEPは「弾むようなハードなビートと、よりスローで感情的なカットをミックスした」もので、キームの将来の音楽スタイルの片鱗を示していた。2018年1月16日にセカンドEP『Midnight』をリリースした。『Oct』と同じプロダクションを披露していたが、『RapTV』はキームのデリバリーが「より自信に満ち、力強くなっていた」と指摘した。『Complex』とのインタビューで、彼は『Midnight』には真の芸術的な方向性がなく、「自分のストックにあった9曲を気に入って出しただけ」と説明した。
自主制作のサンプルをインディーズレコードレーベルトップ・ドッグ・エンターテインメントに電子メールで送った後、キームはプロデューサーとしてスーパーヒーロー映画『ブラックパンサー』（2018年）のサウンドトラックアルバムに貢献した。夏にはEP『No Name』と『Hearts and Darts』の2枚をリリースし、ジェイ・ロックの3枚目のスタジオ・アルバム『Redemption』で2曲をプロデュースした。彼は、ステージネームであるベイビー・キーム名義での最初のプロジェクトである『Hearts and Darts』が、『Midnight』に欠けていた個性を持っていたと考えている。2018年10月、彼はデビューミックステープ『The Sound of Bad Habit』をジ・オーチャードとソニー・ミュージックからリリースした。このミックステープはカードーがエグゼクティブプロデュースを務めた。

### 2019年–2020年：『Die for My Bitch』とブレイク
2019年、キームはデビューシングル「Orange Soda」をリリースした。キームはスクールボーイ・Qの5枚目のアルバム『Crash Talk』（2019年）で2曲をプロデュースした。2019年7月19日、彼は歌手ビヨンセのサウンドトラックアルバム『ライオン・キング:ザ・ギフト』で1曲をプロデュースし、自身のセカンドミックステープ『Die for My Bitch』をリリースした。このオルタナティヴ・ヒップホップのミックステープは、強いポップ・パンクとオルタナティヴ・ロックの要素を持ち、メディアから大きな注目を集めた。リードシングル「Orange Soda」はスリーパー・ヒットとなり、キームが初めて『Billboard 200』、『Billboard Hot 100』、『Emerging Artists』チャートに登場するきっかけとなった。彼はミックステープをサポートするため、2019年11月12日から20日までアメリカの特定会場を回る初のコンサートツアー「Die for My Bitch Tour」を行った。
ケンドリック・ラマーと映画監督のデイヴ・フリーが設立したクリエイティブサービス会社PGLangとの提携は、2020年3月5日に同社のビジュアルミッションステートメントへの出演を通じて発表された。彼は8月に『XXL』誌の恒例のフレッシュマン・クラスリストに選ばれた。コロムビア・レコードとのレコーディング契約後、キームは2020年9月18日にシングルアルバム「Hooligan / Sons & Critics」をリリースし、後者の曲で噂が浮上していたラマーとの親戚関係を認めた。デビューシングル「Orange Soda」のリミックスは、アメリカのラッパーリッチ・ザ・キッドをフィーチャーして2020年にリリースされた。

### 2021年–現在：『The Melodic Blue』と『Child with Wolves』
キームはカニエ・ウェストの10枚目のアルバム『Donda』（2021年）の楽曲「Praise God」にトラヴィス・スコットと共にフィーチャーされた。デビュー・スタジオ・アルバム『The Melodic Blue』は2021年9月10日にリリースされた。彼はアルバムの標準盤16曲中14曲を共同プロデュースした。この作品は音楽批評家から概ね肯定的な評価を受け、その野心的な性質とキームの成長する可能性が称賛されたが、「中途半端な」プロダクションに対する批判もあった。アルバムは『ビルボード200』で初登場5位となり、キームにとって初のトップ10入りを果たした。アルバムの4つのシングルのうち、「Durag Activity」（スコット客演）と「Family Ties」（ラマー客演）の2曲は、批評的にも商業的にも成功を収めた。キームは2021年11月から2022年7月にかけて北米とヨーロッパの都市を回る「The Melodic Blue Tour」を行い、『ザ・トゥナイト・ショー・スターリング・ジミー・ファロン』に出演して『The Melodic Blue』をプロモーションした。アルバムのB面は2021年9月22日にリリースされ、デラックス版は2022年10月28日にリリースされた。
第64回グラミー賞（2022年4月）で、「Family Ties」がグラミー賞最優秀ラップ・パフォーマンス賞を受賞した。キームはラマーの5枚目のアルバム『Mr. Morale & The Big Steppers』（2022年）で2曲をプロデュースし、フィーチャーされ、付随する「The Big Steppers Tour」で共同オープニングアクトを務めた。また、ツアーのフィルムコンパニオンにも出演した。2023年5月30日、キームとラマーはサプライズで「The Hillbillies」をリリースした。彼らは同名のスーパーグループとして2023年のキャンプ・フロッグ・ノー・カーニバルの初日をヘッドライナーとして飾った。キームは2023年12月5日に公開された『The Melodic Blue』の短編映画版で俳優デビューを果たした。彼は自身の社内カンパニー「Eerie Times」を通じてこの映画をエグゼクティブプロデュースした。2024年、キームはセカンドスタジオアルバム『Child with Wolves』を発表した。

## ディスコグラフィ
スタジオ・アルバム
- 『The Melodic Blue』（2021）
- 『Child with Wolves』（未定）

## フィルモグラフィ
映画
| 年   | タイトル                                   | 役名 | 備考                                         | Ref.   |
| ---- | ------------------------------------------ | ---- | -------------------------------------------- | ------ |
| 2022 | Kendrick Lamar Live: The Big Steppers Tour | 本人 |                                              | [ 48 ] |
| 2023 | The Melodic Blue                           | 本人 | 短編映画；エグゼクティブプロデューサーも兼任 | [ 45 ] |

## ツアー
ヘッドライニング
- Die For My Bitch Tour（2019）
- The Melodic Blue Tour（2021–2022）

サポートアクト
- ケンドリック・ラマー – The Big Steppers Tour（2022）